# Мішель Жобер
Мішель Жобер (фр. Michel Jobert; 11 вересня 1921, Мекнес, Марокко — 25 травня 2002, Париж, Франція) — Французький політичний діяч, дипломат.

## Біографія
Народився 11 вересня 1921 року в Мекнесі, Марокко. Служив міністром закордонних справ Франції в кабінеті П'єра Мессмера при президентові Жоржі Помпіду з 4 квітня 1973 по 28 травня 1974 року, і як міністр зовнішньої торгівлі з 1981 по 1983 в кабінеті П'єра Моруа при президентові Франсуа Міттерані.